# Eden à l'ouest
Eden à l'ouest  (en grec Παράδεισος στη Δύση Paradissos sti Dysi) és una pel·lícula del director greco-francès Costa-Gavras del 2009 sobre un immigrant il·legal anomenat Elias que intenta arribar a París.
La nacionalitat de l'heroi del personatge principal no es revela durant la pel·lícula, Gavras va voler fer un punt sobre els immigrants il·legals de qualsevol nacionalitat, ja que ell mateix era un immigrant.
La pel·lícula es va estrenar fora de competició al 59è Festival Internacional de Cinema de Berlín.

## Argument
Elias (Riccardo Scamarcio) és un immigrant d'uns vint anys que intenta arribar a Europa amb un vaixell juntament amb altres immigrants il·legals. Quan el vaixell és a prop de les costes gregues i esperen que aviat desembarcaran, s'acosta una patrulla marina i Elias salta al mar per evitar l'arrest. També ho fan les altres persones del vaixell. L'endemà al matí es desperta en una costa amb nudistes, cosa que al cap i a la fi no està tan malament, ja que ha perdut part de la roba mentre nedava durant unes quantes hores. Ell mateix es fa passar per nudista, roba roba i fa veure que és un empleat de l'hotel "Eden Club-Paradise". Alguns residents el consideren un empleat i altres un client com ells. Coneix un mag (Ulrich Tukur) que el contracta per uns quants trucs i com que Elias és bastant bo, Nickelby, com es diu el mag a la pel·lícula, li diu "si vas a París, vine i troba'm". Elias ho considera una invitació i una gran oportunitat. Anar a París es converteix en una obsessió.
Mentrestant li passen coses desagradables: és segrestat pel gerent de l'hotel i en una altra ocasió es veu obligat a netejar un lavabo amb les mans perquè un inquilí el considera lampista. També és testimoni de la detenció d'un amic seu, un immigrant il·legal, que es descobreix amagat prop de l'hotel. També veu els cadàvers de dos immigrants que no hi van arribar i que es van ofegar intentant nedar fins a la costa.
Una dona alemanya de mitjana edat anomenada Christina (Juliane Köhler) el vol com a amant i li ofereix refugi a la seva habitació. Ella també li dóna diners. Deixa l' "Eden Club" i intenta viatjar a París fent autostop, sense adonar-se de fins a quin punt n’és de lluny. Un home s'aprofita de la seva ignorància i diu que el portarà a París sempre que comparteixi les despeses. L'Elias vol demostrar que s'ho pot permetre i ensenya un sobre on guarda els seus diners. L'home roba els seus diners i se'n va. Passa una pagesa amb el seu tractor i porta l'Elies a casa seva; allà l'ajuda a vendre ocells i és amable amb els seus fills. Poc després, se'n va.
L'altre dia continua fent autostop i un parell de grecs amb un Mercedes l'ajuden, però temps després no estan d'acord sobre la seva presència, es barallen i l'abandonen a les muntanyes nevades. Un camioner alemany s'atura i el recull; també li dóna una jaqueta. Llavors troba feina en una fàbrica, però s'adona que el seu empresari no complirà la seva promesa i s'encarregarà del procés d'immigració. A més, quan intenta menjar al mateix restaurant amb els empleats locals se'l fa retrocedir i aquest episodi racista l'obliga a tornar a fugir.
Acaba a un poble amb gana i sense roba adequada. Roba una jaqueta però se'n descobreix i torna a fugir mentre algú plora "maleïts gitanos". Alguns gitanos creuen que és gitano i l'ajuden a amagar-se amb el seu camió. Li mostren el camí cap a París rient-se d'ell pel seu somni. Quan se'n va, veu dos altres dos camions que s'acosten al campament i qüestionen els gitanos on s'amaga el lladre al qual acaben d'ajudar. Són amics de l'home a qui li havia robat la jaqueta. Marxen després de llançar una bomba de gasolina en un dels seus remolcs.
L'Elias, tornant a fugir, es troba en un poble on coneix un compatriota. Aquesta és l'única vegada que s'escolta la seva llengua materna. L'altre immigrant està desil·lusionat d' "Occident" i diu que torna al seu país, perquè a París no hi ha feina, no té estalvis i la vida a casa sembla millor. Dorm en un refugi amb altres persones sense sostre, que li roben la jaqueta. L'endemà es dirigeix a París i troba el club "Lido".
Finalment, troba el mag fent una actuació d'un bell Citroën DS cabriolet vermell al carrer. S'hi acosta ple d'expectatives i creu que el mag el reconeix. Però quan acaba l'espectacle, el mag marxa. L'Elias corre darrere del cotxe dels mags i crida "Senyor" i quan el conductor dels mags s'atura, el jove immigrant li diu "no em reconeix? Una vegada em vas dir que si anava a París, hauria de venir a veure't". El mag se'l mira i li diu "Aha, així que has fet les dues coses. Has vingut a París i també m'has vist". Llavors li dóna una petita vareta màgica de joguina i se'n va. L'Elias, avergonyit, apunta la vareta incòmode cap a la Torre Eiffel i per casualitat s'encenen els llums de la Torre. Així doncs, pensa que efectivament es tracta d'una vareta màgica Quan apareixen molts policies, els apunta amb la vareta màgica, però no passa res.

## Repartiment
- Riccardo Scamarcio com a Elias
- Juliane Köhler com a Christina
- Ulrich Tukur com a Nick Nickleby
- Anny Duperey com a dona agradable
- Mona Achache com a Marie-Lou
- Bruno Lochet com a Yann
- Antoine Monot, Jr. com a Karl
- Eric Caravaca com a subdirector de l'hotel
- Jean-Christophe Folly  com a Le chanteur / musicien
- Ieroklis Michailidis com a l'home al Mercedes
- Michel Robin com el porter del Lido
- Konstantinos Markoulakis com a Yvan
- David Lowe com a Fred
- Tasos Kostis com el conductor lladre

## Producció
Eden à l'ouest intenta fer-se ressò del viatge, el vagabundeig, la història d'aquells -ahir vam ser nosaltres mateixos o els nostres pares i mares- que travessen la terra, els oceans i els uniformes a la recerca d'un sostre sobre els seus caps. La història d'Elias no és la d'Ulisses, ni la de Jean-Claude, ni la meva. Però em reconec en Elias, aquest desconegut que no em és estrany.

La llengua parlada pels immigrants la van inventar els guionistes Jean-Claude Grumberg i Costa-Gavras perquè no es pogués endevinar la nacionalitat del personatge principal. Costa-Gavras explica: 
| « | Hem invertit les paraules franceses! Un amic lingüista va escoltar el resultat i ens va dir: “sembla una llengua semítica, però l'arquitectura és francesa”... ens va fer corregir perquè fos més “allà.. Un lloc llunyà”. | » |

El rodatge té lloc a Grècia, als Alts Alp] (coll del Lautaret, vall de la Clarée, Montginebre), així com París (Avinguda dels Camps Elisis, Place Charles-de-Gaulle , la Lido, estació de París-Est, Opéra Garnier, rue du Colonel-Driant, estació de les Tulleries, estació de Concorde, etc.).

## Llançament
La pel·lícula es va estrenar a la 59è Festival Internacional de Cinema de Berlín. Va guanyar el premi de la crítica al festival de City of Lights, City of Los Angeles. També va guanyar el Premi Especial del Jurat a la XXX edició de la Mostra de València.